# Аверченко, Евгений Николаевич
Евге́ний Никола́евич Аве́рченко (род. 6 апреля 1982, Петропавловск) — казахстанский футболист.

## Карьера

### Клубная
Начинал карьеру в команде высшего дивизиона Казахстана «Есиль-Богатырь», также один сезон провёл в первой лиге, выступая за петропавловский «Авангард». В 2009 году перешёл в «Актобе». В конце 2011 решил сменить клуб, к Евгению проявляет интерес алматинский «Кайрат» и павлодарский «Иртыш». В 2012 году подписал контракт с костанайским «Тоболом». В 2012 году перешёл в «Жетысу». В 2016-м вернулся в родной клуб, где и завершил карьеру игрока.

### В сборной
В сборной Казахстана футболист провёл 9 матчей. Дебют Евгения Аверченко в сборной состоялся 6 июня 2009 года в игре против сборной Англии, в которой он отыграл 72 минуты и был заменён. Уже через четыре дня он снова вышел на поле, правда на этот раз выйдя на замену за 16 минут до конца матча.

### Тренерская
По завершении карьеры игрока занялся тренерской работой и стал ассистентом главного тренера в дублирующем составе родного клуба. По итогам сезона 2020 года второй лиги РК, завоевал с Кызылжар-СК-М золотые медали первенства.

## Достижения
- Победитель первой лиги РК 2006 года в составе Авангард-СКО
- Чемпион Казахстана: 2009
- Обладатель Суперкубка Казахстана: 2010
- Бронзовый призер первой лиги РК 2016 года
- Золотые медали второй лиги РК 2020 года в качестве ассистента главного тренера Кызылжар-СК-М